# عباس رضوان
عباس عبد الوهاب أمين رضوان (1921 - 2000) هو وزير الداخلية سابقاً، ومن الضباط الأحرار والذين كان لهم دور بارز في أول يوم قيام الثورة. فقد كان واحد من ستة ضباط قاموا باقتحام مقر قيادة الجيش هو وعبد الحكيم عامر، عبد الحليم عبد العال، إسماعيل فريد، و محمد البلتاجي ومحسن عبد الخالق. وقام هو ومن معه باقتياد كبار قادة الجيش إلى سجن الكلية الحربية.

## حياته ونشأته
تخرج من سلاح المشاة وكان من أوائل من أسسوا تنظيم للضباط الأحرار كان يسمى تنظيم ضباط الجيش، هو وعبد الفتاح أبو الفضل وعبد الحميد كفافي. كان له دور بارز في حل أزمة الفرسان 1954 و التي جعلت عبد الناصر يسرع في نقله من الجيش وتعيينه وزيراً للداخلية فيما بعد.
له ولدان طارق ويعمل بالمصرف العربي الدولي وعمرو الذي يعمل في مجال الاستثمار العقاري.
توفي عن عمر يناهز الثمانين عاما.

## مناصب
- مدير مكتب قائد العام القوات المسلحة هو وجمال عبد الناصر وعبد الحكيم عامر عندما كان محمد نجيب قائد للقوات المسلحة.
- تولى هو وصلاح نصر مديري مكتب القائد العام عندما تولي عبد الحكيم عامر هذا المنصب.
- نائب مدير المخابرات العامة أوائل 1958
- عضو بلجنة تصفية الإقطاع وهيئة التحرير.
- عضو باللجنة المركزية وكان له دور هام بالإتحاد الاشتراكي. شغل منصب الأمين العام المساعد بالإتحاد الاشتراكي. و عضو اللجنة التنفيذية العليا
- وزير في حكومة الوحدة مع سوريا فيما سُمّي الجمهورية العربية المتحدة.
- وزير الداخلية أكتوبر 1958
- وزير للحكم المحلي ونائب رئيس الوزراء 1962.

كان له دور هام في تأسيس التنظيم الطليعي.
تم اتهامه بمحاولة قلب نظام الحكم في 1967 في أعقاب النكسة.

## حبسه
كان له دور في الصراع الذي نشأ بين جمال عبد الناصر والمشير عبد الحكيم عامر. حيث حاول عدة مرات للإصلاح بينهم. لكنه في النهاية إنحاز إلى جانب المشير عبد الحكيم عامر و شمس بدران. وفي النهاية حوكم بتهمة التآمر لقلب نظام الحكم في القضية المعروفة بمراكز القوى الأولى حكم عليه بالحبس 25 عاما وقضى منها سبع سنوات بين السجن الحربي ومستشفى المعادي للقوات المسلحة لظروف صحية.

## الإفراج عنه
أفرج عنه بقرار عفو شامل من الرئيس السادات. قضى معظم حياته ببلده بالحرانية بالجيزة. رفض كثيرا التحدث عن أسرار تلك الفترة.